# معز دبش
معز دبش  كاتب مسرحي تونسي ورئيس جمعية النفيضة للفن الركحي، إشتهر بكتابة نصوص سكاتشات السلسلة الكوميدية النقار لكشف الخنار التي تبثها قناة الجنوبية. والتي يؤديها الممثل صابر الهذيلي.
كاتب سينايرو وممثل في السلسلة الكوميدية حلو وحار على القناة الوطنية التونسية الأولى

## مواضيع ذات صلة
- صابر الهذيلي
- نصر الدين بن مختار
- الأمين النهدي